# La Lanterne

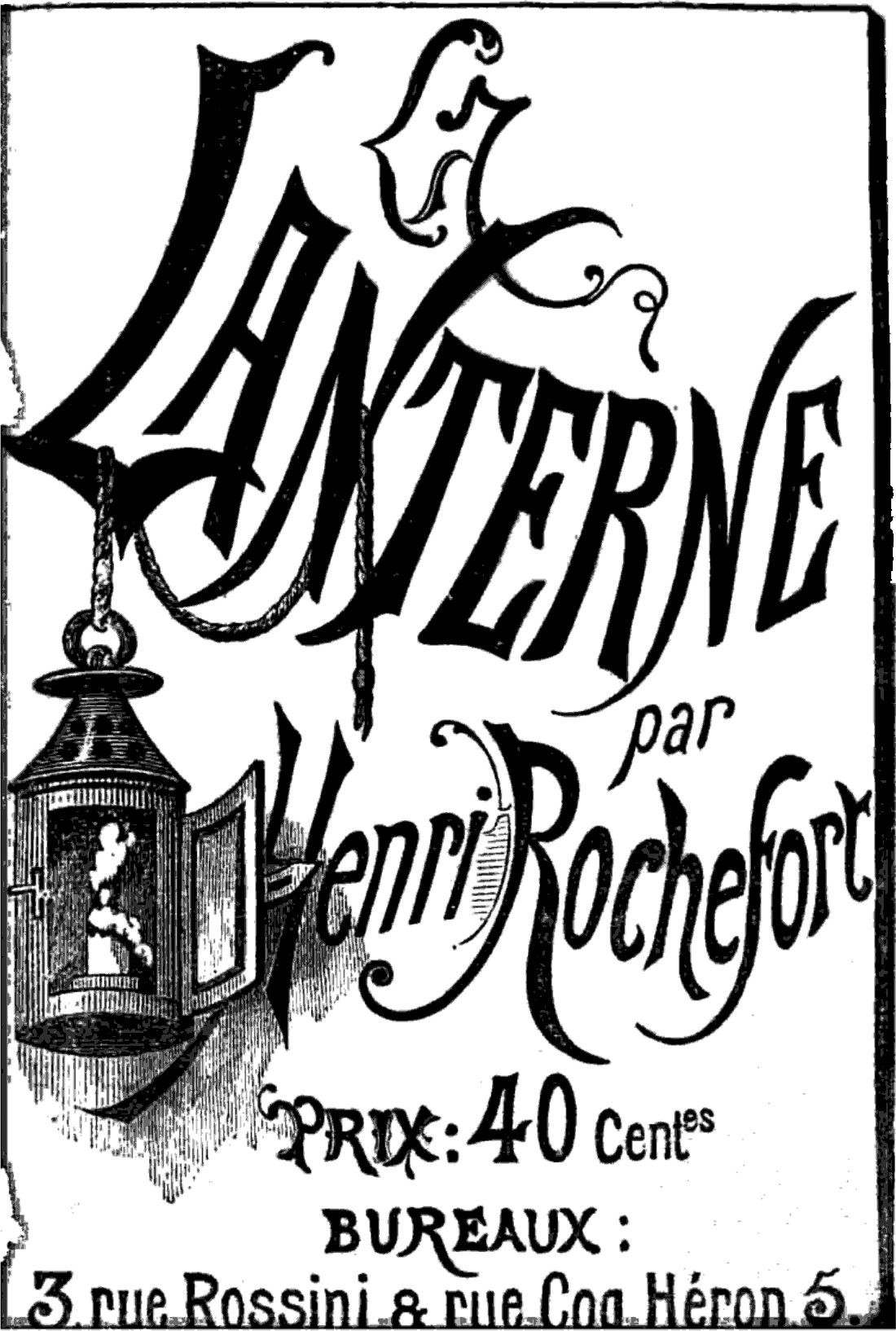
Frontespizio de La Lanterne n. 11, 1866

La Lanterne è stata una rivista satirica in lingua francese fondata da Henri Rochefort nel 1868 e diffusa per lo più clandestinamente fino al 1870 e, in una nuova serie, dal 1874 al 1876.

## Storia

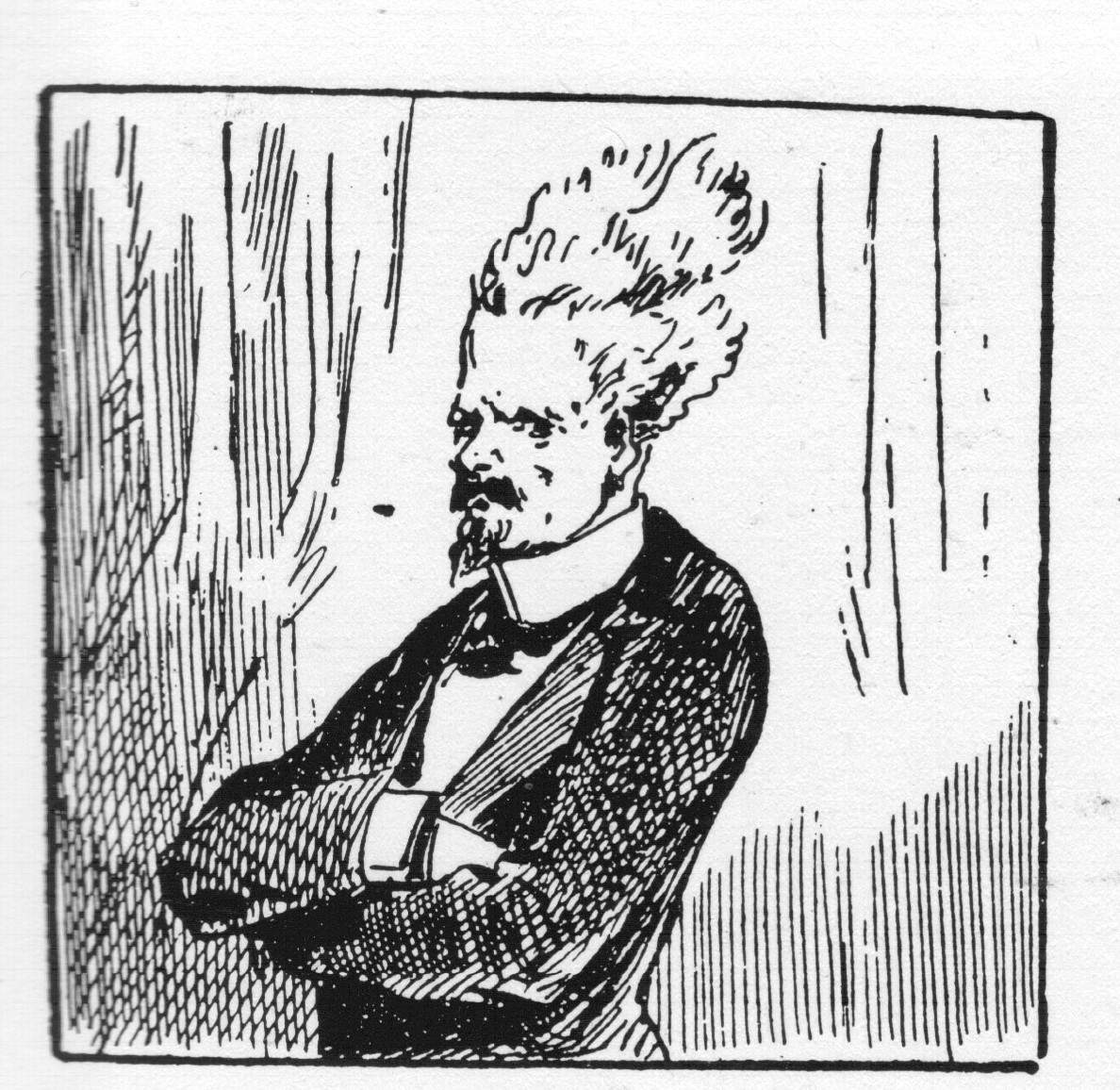
Bernard Morel-Retz, Caricatura di Henri Rochefort

La rivista venne fondata nell'aprile 1868 dal giornalista Henri Rochefort dopo suo licenziamento da Le Figaro per aver scritto una serie di articoli violenti contro numerosi esponenti del Secondo Impero francese di Napoleone III. La Lanterne, il cui primo numero uscì il 30 maggio 1868, accentuò la polemica politica contro gli esponenti governativi. Nonostante gli ostacoli della polizia, la rivista uscì regolarmente con periodicità settimanale, e conobbe un rapido successo raggiungendo in tre mesi la tiratura di 130 000 copie.
Un trafiletto riguardante la battaglia di Farsalo, contenuto nell'undicesimo numero della rivista (8 agosto 1868), venne interpretato dalle autorità di polizia come istigazione all'assassinio di Napoleone III. Processato, Rochefort venne condannato a un anno di carcere, alla multa di 10 000 franchi, mentre La Lanterne fu soppressa. Rochefort riuscì tuttavia evitare la prigione rifugiandosi tempestivamente a Bruxelles, e nella città belga continuò le pubblicazioni de La Lanterne che, in piccolo formato, veniva poi spedita clandestinamente in tutta Europa. Questa prima serie de La Lanterne si concluse alla fine del 1869.
La Lanterne rinacque nel 1874 a Ginevra per opera dello stesso Henri Rochefort che si era rifugiato in Svizzera dopo essere riuscito a evadere avventurosamente dal bagno penale in Nuova Caledonia, a cui era stato condannato per aver appoggiato la Comune di Parigi. Bersaglio della sua satira, nella seconda serie de La Lanterne, fu soprattutto il generale Patrice de Mac-Mahon. Terminata anche la pubblicazione della nuova serie nel 1876, il nome riapparve nel 1897 come titolo di un quotidiano radicale-socialista e anticlericale, diretto da Aristide Briand, che cesserà le pubblicazioni nel 1928.
La rivista satirica di Rochefort ebbe molti imitatori in Europa. In Italia un settimanale satirico di ispirazione repubblicana intitolato "La lanterna", che ricordava quindi il settimanale di Rochefort anche nel titolo, venne fondato nel 1882 a Napoli da Gaspare Colosimo.